# Une femme d'affaires
Pour le film d'Edward F. Cline, voir Une femme d'affaires (film, 1924).
Pour plus de détails, voir Fiche technique et Distribution.
Une femme d'affaires (Rollover) est un film américain réalisé par Alan J. Pakula, sorti en 1981.

## Synopsis
Charlie Winters, un grand magnat de Wall Street, géant de l'industrie chimique américaine est assassiné. Sa femme, Lee Winters, ancienne star, prend la tête de sa société en difficulté, aidée par le médiateur Hub Smith. Cependant, un banquier aventureux et une société pétrolière du Moyen-Orient vont tout tenter pour faire couler son entreprise.

## Fiche technique
- Titre français : Une femme d'affaires
- Titre original : Rollover
- Réalisation : Alan J. Pakula
- Scénario : David Shaber (en) d'après une histoire de Howard Kohn, David Shaber (en) et David Weir
- Musique : Michael Small
- Photographie : Guglielmo Garroni et Giuseppe Rotunno
- Montage : Evan A. Lottman (de)
- Production : Bruce Gilbert
- Société de production : IPC Films
- Société de distribution : Orion Pictures
- Pays de production :  États-Unis
- Langue : Anglais
- Format : Couleur (Technicolor) - 1,85:1
- Genre : Drame, Thriller
- Durée : 116 min
- Date de sortie : États-Unis : 11 décembre 1981

## Distribution
- Jane Fonda (VF : Évelyn Séléna) : Lee Winters
- Kris Kristofferson (VF : Serge Sauvion) : Hubbell Smith
- Hume Cronyn : Maxwell Emery
- Josef Sommer : Roy Lefcourt
- Bob Gunton : Sal Naftari
- Macon McCalman : Jerry Fewster
- Ron Frazier : Gil Hovey
- Jodi Long : Betsy Okamoto
- Crocker Nevin : Warner Ackerman
- Marvin Chatinover : Henry Lipscomb
- Ira Wheeler : M. Whitelaw
- Paul Hecht : Khalid